# Franz Xaver Zech

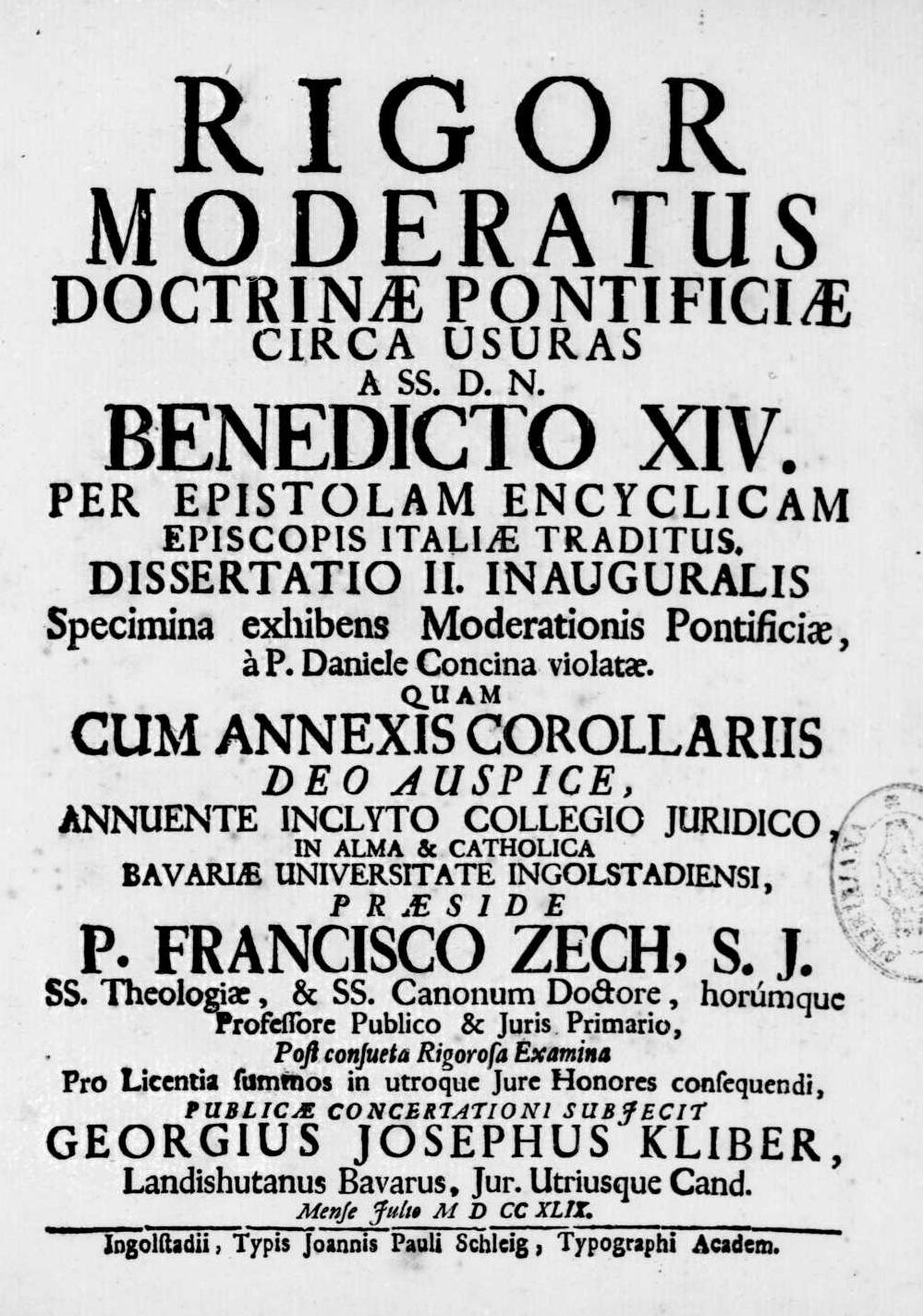
Rigor moderatus doctrinae pontificiae circa usuras, 1749

Franz Xaver Zech (Ellingen, 23 dicembre 1692 – Monaco di Baviera, 15 marzo 1772) è stato un teologo e canonista gesuita tedesco.

## Biografia
Franz Xaver Zech nacque a Ellingen, nella Franconia centrale, nel 1692. Entrò nell'ordine dei Gesuiti nel 1712 mentre studiava filosofia a Dillingen an der Donau. Approfondì i suoi studi di teologia e filosofia a Ingolstadt. Insegnò poi teologia in varie località, infine dal 1741 a Innsbruck. 
Dal 1743 al 1768 insegnò come professore di diritto canonico a Ingolstadt. 
Per motivi di età si ritirò a Monaco, dove morì. Secondo più fonti, Zech morì nel 1772 all'età di 79 anni. Altre testimonianze riportano il 1768 come anno di morte.
Zech fu autore di numerosi testi sul diritto canonico.

## Opere
- Exercitium practicum virtutum theologicarum omnibus hominibus adultis necessitate medii, & praecepti ad aeternam salutem suam absolute necessarium[2], Costanza 1729. (versione digitalizzata )
- Responsum juris pro veritate ad quaesitum. An religiosi Societatis Jesu per vota scholasticorum post biennium novitiatus emissa, reddantur incapabiles retinendi jus et dominium bonorum suorum?, [Innsbruck] [intorno al 1750]. (versione digitalizzata )
- Rigor moderatus doctrinae pontificiae circa usuras, a SS. D. N. Benedicto XIV. per epistolam encyclicam episcopis Italiae traditus, Ingolstadt 1747–1751:

Dissertatio I. Inauguralis Sancti rigoris specimina exhibens . (1747) ( versione digitalizzata )
Dissertatio II. Inauguralis specimina moderationis pontificiae a P. Daniele Concina violatae. (1749) (versione digitalizzata )
Dissertatio III. Specimina ulteriora exhibens moderationis pontificiae, a P. Concina violata. (1751) (versione digitalizzata)
- Praecognita juris canonici. Ad Germaniae catholicae principia et usum accomodata , Monaco 1749. (versione digitalizzata )
- Hierarchia ecclesiastica, ad Germaniae catholicae principia et usum delineata, [Ingolstadt] 1750. (versione digitalizzata )
- Compendium iuris canonici, Ingolstadt 1750.
- Decas dubiorum ad lib. III. Decretale. tit. XXV. De Peculio clericorum , Ingolstadt, 1752. (versione digitalizzata )
- Specie Facti in causa decimarum Langenmosensium. Ex instrumentis authenticis extracta, cum corollariis, Ingolstadt 1752.
- De ambitu. Dissertatio politico-legalis ad academos publicorum officiorum candidatos, Ingolstadt 1752. (versione digitalizzata )
- Dissertatio juridico-canonica de sponsalibus academorum absque consensu paxentum contractis, Ingolstadt 1757. ( versione digitalizzata )
- De jure rerum ecclesiasticarum. Ad Germaniae catholicae principia et usum , Ingolstadt 1758–1762:

Pars prior: Complectens sektionem I. & II. (1758) ( versione digitalizzata )
Pars posterior: Complectens sectionem III. et IV. (1762) (versione digitalizzata)
- Benignitas moderata ecclesiae romanae in criminosos ad se confugientes, seu dissertatio historico-iuridica de iure asyli ecclesiastici, Ingolstadt 1761. ( versione digitalizzata )
- Opuscula minora, Ingolstadt 1761.
- Honorati Leotardi J.C. et senatoris niciensis liber singularis de usuris, & contractibus usurariis coercendis in quo omnes fere quæstiones ad tractatum ejus, quod interest, & annuorum reddituum pertinentes, non vulgari ratione definitæ continentur Liber singularis de usuris, & contractibus usurariis coercendis, Venezia 1761. ( versione digitalizzata )
- Index universalis ad faciliorem usum instituteum iuris canonici, [o. O.] [ca. 1765]. ( versione digitalizzata )
- De iudiciis ecclesiasticis ad Germaniae catholicae principia et usum, Ingolstadt 1749-1766:

1. Complectens sectionem I. De judiciis civilibus . (1765) ( versione digitalizzata )
2. Complectens sectionem II. De judiciis criminalibus . (1766) ( versione digitalizzata )
3. Complectens sectionem III . (1762) ( versione digitalizzata )
4. Sectionem IV. (1762). (Versione digitalizzata)
[5. ] Praecognita juris canonici . (1749) (versione digitalizzata)
[6. ] Hierarchia ecclesiastica . (1750) (versione digitalizzata)
- Casus ad caput scriptum est 40 de electoris et electi potestate, [o. O. o. J. ]
- De testamento, quod valeat, etiam in foro externo, licet sit sine solemnitalibus condilum, [o. O. o. J. ]
- De campanis & instrumentis musicis, In: Mannhart, Franz Xaver: Antiquitates Christianorum, Vol.1, pp. 321-347 (versione digitalizzata)